# 科学技術庁長官官房
科学技術庁長官官房（かがくぎじゅつちょうちょうかんかんぼう）は、科学技術庁にあった官房である。

## 概要
日本の科学技術行政の総合調整機能を担っていた。

## 組織
- 秘書課
1962年4月に総務課の一部業務を分離し、新設（拡充）[1]。機密。官印・庁印。人事。教養、訓練。福利厚生。共済組合。栄典。
  - 福利厚生室
衛生。医療その他の福利厚生。
- 総務課
庁務の総合調整。法令案、文書の審査、進達。考察。官報掲載。国会との連絡調整。広報。
  - 広報室
広報。報道。
- 会計課
予算、決算、会計、会計の監査。行政財産・物品の管理。庁内の取締。